# امرست (نیوهمپشایر)
امرست (به انگلیسی: Amherst) شهری در ایالت نیوهمپشایر کشور ایالات متحده آمریکا است که جمعیت آن در سرشماری سال ۲۰۱۰ میلادی، ۶۱۳ نفر بوده‌است.